# Giuseppe Parvis

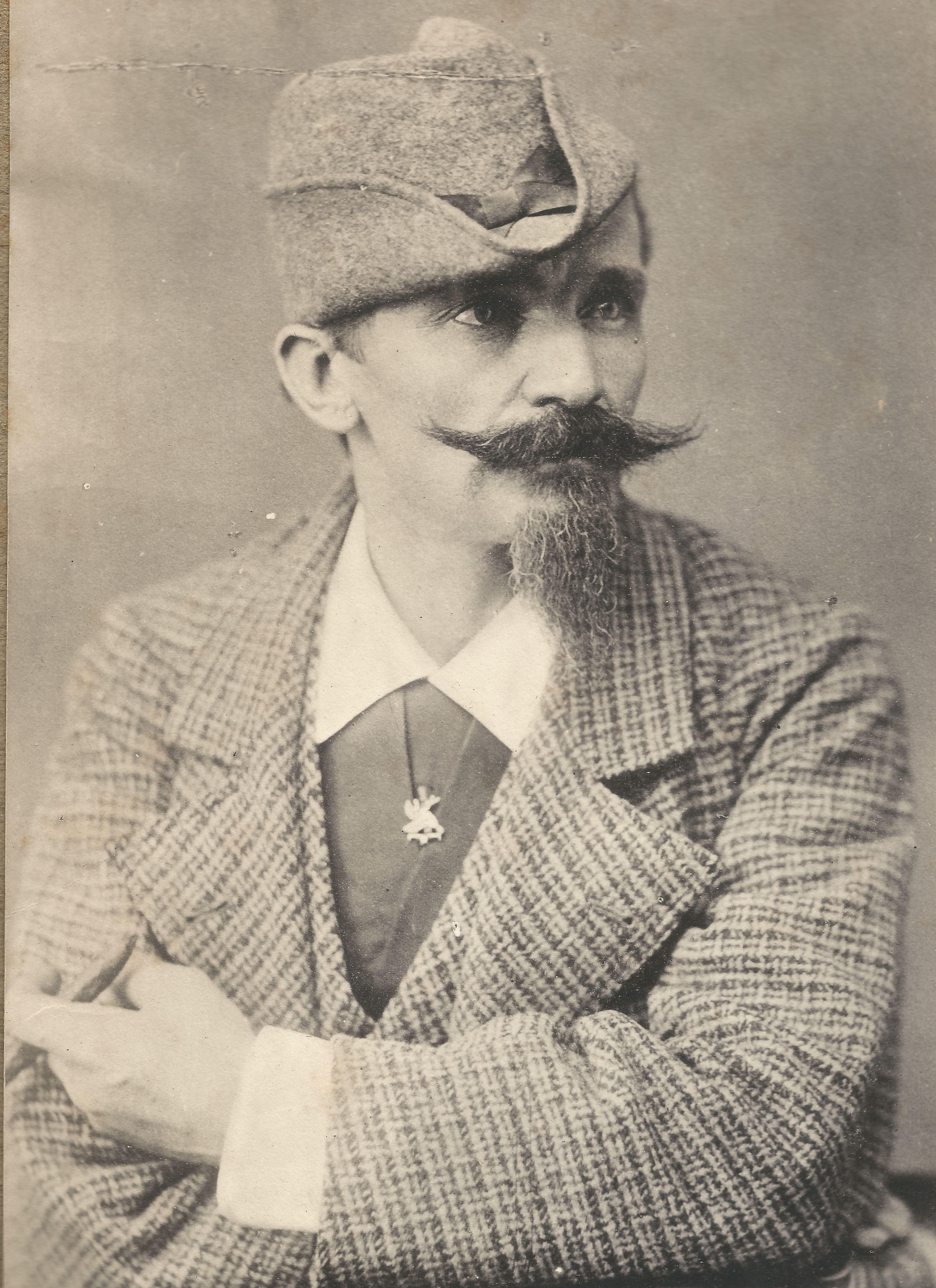
Giuseppe Parvis 1870 circa

Giuseppe Parvis (Breme, 2 settembre 1831 – Uboldo, 11 luglio 1909) è stato un ebanista e scultore italiano.

## Biografia
Figlio di un barcaiolo del Po', nasce a Breme Lomellina nel 1831. Dotato di talento nel disegno e nella scultura, si diploma  all'Accademia Albertina di Belle Arti di Torino. Dopo essersi perfezionato nell'arte dell'intarsio sotto la guida dell'ebanista reale Gabriele Capello detto il Moncalvo, nel 1859 parte per l'Egitto dove avvia una bottega di produzione e vendita di mobili ispirati agli elementi dell'architettura e delle decorazioni arabe.
Ben presto lo stile neomoresco di Parvis si diffonde nelle dimore della ricca borghesia egiziana ed europea. Il khedivè Isma'il Pascià gli commissiona mobili scolpiti e intarsiati per le sue residenze. Nel 1867 lo incarica di realizzare l'arredo del padiglione egiziano all'Esposizione Universale di Parigi. Su richiesta di Parvis gli fornisce un lasciapassare che gli permette l'ingresso in luoghi a quel tempo interdetti agli occidentali: si aprono così per Parvis le porte dei più significativi e bei palazzi del Cairo, compreso il Museo di arte araba (precursore dell'odierno Museo d'arte islamica), posto nella moschea di al-Ḥākim, perché l'ebanista possa studiarli e trarne ispirazione. Parvis viene ingaggiato anche per  diverse esposizioni: quella di Filadelfia del 1876, quella di Vienna del 1873, quella di Milano del 1881 e quella di Torino del 1884, dove presenta una camera e un salotto in stile egiziano, ornati da statue in forma di sfinge. 
Tra i suoi clienti più illustri ricordiamo Vittorio Emanuele III, Edoardo VII, Giuseppe Verdi e Gabriele d'Annunzio.
Fra i numerosi cronisti del tempo che scrissero di Parvis si ricorda un articolo del 1898 comparso su La stampa di Torino, a firma di Luigi Einaudi.
Rientra a Torino nel 1900, lasciando alle cure dei figli la fabbrica da lui fondata. Il khedivé gli dona un antico sarcofago di granito rosa di Assuan, che, alla sua morte, nel 1909, sarà posto sulla sua sepoltura nel Cimitero monumentale di Torino.